# Gerhard Weisenberger
Gerhard Weisenberger (* 30. Januar 1952 in Kleinostheim; † 29. April 2024) war ein deutscher Ringer.

## Werdegang
Gerhard Weisenberger begann 1963 beim SC Siegfried Kleinostheim mit dem Ringen. Er machte unter Trainer Klemens Schwab sehr schnelle Fortschritte und war ab 1967 schon einer der besten deutschen Jugendringer. Im Jugendbereich startete er noch in beiden Stilarten (griechisch-römisch und freier Stil), als Senior nur mehr im freien Stil. Von 1967 bis 1970 wurde Gerhard Weisenberger insgesamt sechsmal deutscher Jugendmeister in beiden Stilarten in den Gewichtsklassen von bis 43 kg Körpergewicht (1967) bis 60 kg Körpergewicht (1970). 1971 wurde er auch deutscher Juniorenmeister im freien Stil im Federgewicht vor Alfons Keller aus Hallbergmoos, nachdem er 1970 hinter Emil Müller aus Mainz im Bantamgewicht schon deutscher Vize-Juniorenmeister geworden war.
Bei den Senioren gewann Gerhard Weisenberger 1971 seinen ersten deutschen Meistertitel im Federgewicht und 1976 im Leichtgewicht seinen vierten. Die internationale Karriere von ihm begann mit einem 5. Platz bei der Junioren-Weltmeisterschaft (Juniors = bis zum 18. Lebensjahr) 1969 in Boulder/USA im freien Stil in der Klasse bis 60 kg Körpergewicht. Er platzierte sich auch bei den Junioren-Weltmeisterschaften 1970 in Huskvarna als Sechster und bei der Junioren-Europameisterschaft 1972 in Hvar als Fünfter gut.
Bei Olympischen Spielen war Gerhard Weisenberger zweimal am Start. 1972 in München startete er im Federgewicht und erreichte mit zwei Siegen den 8. Platz. 1976 in Montreal startete er im Leichtgewicht, erreichte wieder zwei Siege, landete in der Endabrechnung aber nur auf dem 12. Platz.
Mehrere Male war Gerhard Weisenberger auch bei Welt- und Europameisterschaften am Start. Dabei erzielte er bei der Europameisterschaft 1975 in Ludwigshafen am Rhein den größten Erfolg seiner Laufbahn. Er gewann dort mit drei Siegen die EM-Bronzemedaille.
Gerhard Weisenberger, der zwischenzeitlich für den SV Einigkeit Aschaffenburg-Damm und auch für den KSV Witten rang, beendete nach 1976 seine internationale Ringerlaufbahn. Der Angestellte bei den Aschaffenburger Stadtwerken blieb dem Ringen aber bis heute als Trainer treu. Viele Jahre lang trainierte er die Ringermannschaft des AC Bavaria Goldbach und errang mit diesem Verein Ende der 1980er und Anfang der 1990er Jahre mehrmals die deutsche Mannschaftsmeisterschaft. Für viele Jahre war er außerdem hessischer Landestrainer. Sein Sohn Peter Weisenberger gehört zu den besten Freistilringern Deutschlands und war deutscher Seniorenmeister.

## Internationale Erfolge
(alle Wettbewerbe im freien Stil, OS = Olympische Spiele, WM = Weltmeisterschaft, EM = Europameisterschaft, Bantamgewicht, damals bis 57 kg, Federgewicht, damals bis 62 kg,  Leichtgewicht, damals bis 68 kg Körpergewicht (KG))
| Jahr | Platz | Wettbewerb                                                          | Gewichtsklasse      | |
| 1969 | 5.    | Junioren-WM (Juniors) in Boulder/USA                                | bis 56 kg KG        | hinter Larry Morgan, USA, Lutidse, UdSSR, Atsuji Miyahara, Japan, und Sultan Jeliazkow, Bulgarien                                                                               |
| 1970 | 1.    | Turnier in Rom                                                      | Bantam              | vor Stylianos Migiakis, Griechenland, und Petrucci, Italien |
| 1970 | 6.    | Junioren-WM (Juniors) in Huskvarna                                  | bis 60 kg KG        | hinter Totcho Christow, Bulgarien, Dieter Illner, DDR, Andrei Suba, Rumänien, D. Kwalelaschwili, UdSSR, und Tommy Gustavsson, Schweden                                          |
| 1971 | 9.    | WM in Sofia                                                         | Feder               | mit Siegen über Med Salah Mahbrouk, Tunesien, und Zivko Nikolic, Jugoslawien, und Niederlagen gegen Enju Todorow, Bulgarien, und Sagalaw Abdulbekow, UdSSR                      |
| 1972 | 4.    | Turnier in Växjö                                                    | Feder               | hinter Karl-Heinz Stahr, DDR, Necati Mustafa und Kenneth Karlsson, beide Schweden                                                                                               |
| 1972 | 5.    | Junioren-EM (Espoirs) in Hvar                                       | Klasse bis 65 kg KG | hinter Claudiu Zanier, Rumänien, Iwan Sacharow, UdSSR, Spas Iwanow, Bulgarien, und Paolini, Italien, und vor Wieczorek, DDR                                                     |
| 1972 | 15.   | EM in Kattowitz                                                     | Feder               | nach Niederlagen gegen Helmut Strumpf, DDR, und Rustam Iliew, Bulgarien |
| 1972 | 8.    | OS in München                                                       | Feder               | mit Siegen über Stanislav Tuma, Tschechoslowakei, und Ahmad Djan, Afghanistan, und Niederlagen gegen Joseph Burge, Guatemala, und José Ramos, Kuba                              |
| 1973 | 1.    | Turnier in Poznań                                                   | Leicht              | vor Bonew, Bulgarien, und Furmaniak, Polen |
| 1974 | 2.    | „Fritz-Stöckli“-Gedächtnisturnier in Bülach/Schweiz                 | Leicht              | hinter Wassiljew, Bulgarien, und vor Hans Zbinden, Schweiz |
| 1974 | 3.    | Großer Preis der Bundesrepublik Deutschland in Freiburg im Breisgau | Leicht              | hinter Abdollah Hadjiahmad, Iran, und Sultan Jeliazkow und vor Hermann Lohr, BRD                                                                                                |
| 1974 | 2.    | EU-Meisterschaft in Glasgow                                         | Leicht              | hinter Joseph Gilligan, Vereinigtes Königreich, und vor Bergenbosch, Niederlande                                                                                                |
| 1974 | 3.    | CISM-Militär-WM in Rom                                              | Leicht              | hinter Taheri, Iran, und Gian-Matteo Ranzi, Italien |
| 1975 | 3.    | EM in Ludwigshafen am Rhein                                         | Leicht              | mit Siegen über Dariusz Cwikowski, Polen, Miroslav Musil, Tschechoslowakei, und Sileno Effori, Italien, und Niederlagen gegen Mehmet Sarı, Türkei, und Ihaki Gaidarbekow, UdSSR |
| 1976 | 2.    | Großer Preis der BRD in Freiburg                                    | Leicht              | hinter Eberhard Probst, DDR, und vor Gerold Brauer, DDR, Gerhard Sattel, BRD, und Hans Zbinden                                                                                  |
| 1976 | 12.   | OS in Montreal                                                      | Leicht              | mit Siegen über Joseph Gilligan und Kari Övermark, Finnland, und Niederlagen gegen Mohammad-Reza Navai, Iran, und Lloyd Keaser, USA                                             |

## Deutsche Meisterschaften
| Jahr | Platz | Altersgruppe | Stil | Gewichtsklasse | Ergebnis                                                                   |
| 1967 | 1.    | Jugend A     | F    | bis 43 kg KG   | vor Anton Abele, Dewangen, und Robert Angele, Aalen                        |
| 1968 | 1.    | Jugend A     | GR   | bis 48 kg KG   | vor Paul Schneider, Köllerbach, und Peter Lutterer, Schopfheim             |
| 1969 | 1.    | Jugend A     | F    | bis 56 kg KG   | vor Werner Schauder, Bruchsal, und Hans Schluttenhofer, Freising           |
| 1969 | 1.    | Jugend A     | GR   | bis 56 kg KG   | vor Günter Diener, Altenkessel, und Manfred Zimmermann, Walsum             |
| 1970 | 1.    | Jugend A     | GR   | bis 60 kg KG   | vor Klaus Hübner, Villingen, und Gilbert Eckstein, Hüttigweiler            |
| 1970 | 1.    | Jugend A     | F    | bis 60 kg KG   | vor Reinhard v. d. Does, Viernheim, und Wolfgang Hausner, Dortmund         |
| 1970 | 2.    | Junioren     | F    | Bantam         | hinter Emil Müller, Mainz, und vor Wilhelm Barie, Dettingen                |
| 1971 | 1.    | Junioren     | F    | Feder          | vor Alfons Keller, Hallbergmoos, und Toni Luig, Köllerbach                 |
| 1971 | 1.    | Senioren     | F    | Feder          | vor Alfons Keller und Detlef Schmengler, Efferen                           |
| 1972 | 1.    | Junioren     | F    | Leicht         | vor Rudolf Ganserich, Dortmund, und Herbert Hettich, Vörstetten            |
| 1972 | 1.    | Senioren     | F    | Feder          | vor Bernd Fleig, AV Freiburg-St.Georgen, und Wolfgang Zelaskowski, Hamburg |
| 1973 | 3.    | Senioren     | F    | Leicht         | hinter Klaus Rost, KSV Witten, und Werner Hettich, AV Freiburg-St.Georgen  |
| 1974 | 2.    | Senioren     | F    | Leicht         | hinter Hermann Lohr, Efferen, und vor Klaus Hübner, Triberg                |
| 1975 | 1.    | Senioren     | F    | Leicht         | vor Gerhard Sattel, VfK Schifferstadt, und Klaus Hübner                    |
| 1976 | 1.    | Senioren     | F    | Leicht         | vor Hermann Lohr, ASV Mainz 88, und Herbert Sutter, Hausen-Zell            |